# Indios de Mayagüez 2012-2013 (pallavolo)
Questa voce raccoglie le informazioni riguardanti gli Indios de Mayagüez nelle competizioni ufficiali della stagione 2012-2013.

## Organigramma societario
Area direttiva
- Presidente: ?

Area tecnica
- Primo allenatore: Henry Collazo

## Rosa
| N° | Nome                | Ruolo | Data di nascita  | Nazionalità sportiva |
| -- | ------------------- | ----- | ---------------- | -------------------- |
| 1  | José Guilloty       | P     | 12 aprile 1977   | Porto Rico           |
| 3  | Enoch Cardona       | C/O   | -                | Porto Rico           |
| 3  | Ariel Cruz          | P     | -                | Porto Rico           |
| 4  | Jorge López         | S     | 6 febbraio 1992  | Porto Rico           |
| 5  | Tommy Alequin       | L     | -                | Porto Rico           |
| 6  | Ramon Matías        | S     | -                | Porto Rico           |
| 7  | Jeffrey Ptak        | S/O   | 11 novembre 1979 | Stati Uniti          |
| 8  | Iván Pérez          | S     | 13 febbraio 1985 | Porto Rico           |
| 9  | José Rivera         | C     | 9 novembre 1981  | Porto Rico           |
| 9  | Daniel Erazo        | C     | 16 agosto 1987   | Porto Rico           |
| 10 | Mannix Román        | C     | 17 gennaio 1983  | Porto Rico           |
| 11 | José Mulero         | L     | 25 ottobre 1991  | Porto Rico           |
| 12 | Eric Haddock        | S     | 15 giugno 1983   | Porto Rico           |
| 13 | Ángel Matías        | L     | 30 luglio 1976   | Porto Rico           |
| 14 | Guillermo Rodríguez | P     | 16 giugno 1992   | Porto Rico           |
| 15 | Ángel Mercado       | C     | -                | Porto Rico           |